# Ключ 68
| 斗                     | 斗        | 斗        |
| ---------------------- | --------- | --------- |
| 67                     | 68        | 69        |
| Піньінь:               | dǒu       | dǒu       |
| Чжуїнь:                | ㄉㄡˇ     | ㄉㄡˇ     |
| Вейд-Джайлз:           | tou3      | tou3      |
| Ютпхін:                | dau2      | dau2      |
| Он:                    |           |           |
| Кун:                   |           |           |
| Кандзі:                | 斗 tomasu | 斗 tomasu |
| Хун:                   | 말 mal    | 말 mal    |
| Им:                    | 두 du     | 두 du     |
| Індекс у Вікісловнику: | 斗        | 斗        |

Ключ 68 — ієрогліфічний ключ, що означає черпак і є одним із 34 (загалом існує 214) ключів Кансі, що складаються з чотирьох рисок.
У Словнику Кансі 32 символи із 40 030 використовують цей ключ.

## Символи, що використовують ключ 68

Як писати ієрогліф.

| без додаткових | 斗       |
| 3 додаткові    | 斘       |
| 6 додаткових   | 料 斚 斛 |
| 7 додаткових   | 斜       |
| 8 додаткових   | 斝       |
| 9 додаткових   | 斞 斟    |
| 10 додаткових  | 斠 斡    |
| 12 додаткових  | 斢       |
| 13 додаткових  | 斣       |